# Areias de Vilar e Encourados
Areias de Vilar e Encourados (oficialment: Unió de les Freguesies d'Areias de Vilar e Encourados) és una freguesia portuguesa del municipi de Barcelos amb 10,17 km² d'àrea i 1.879 habitants (en el cens del 2011). Densitat de població: 184,8 hab/km².

## Història
Es va constituir el 2013, en l'àmbit d'una reforma administrativa estatal, per la unió de les antigues freguesies d'Areias de Vilar i Encourados i té la seu a Areias de Vilar.(1)